# Emarcea rostrispora
Emarcea rostrispora är en svampart som beskrevs av Xin Feng Li, T. Lu, B.S. Lu & K.D. Hyde 2009. Emarcea rostrispora ingår i släktet Emarcea och familjen kolkärnsvampar.   Inga underarter finns listade i Catalogue of Life.